# Charles Spearman
Charles Edward Spearman (10 de setembro de 1863 - 17 de setembro de 1945) foi um psicólogo inglês conhecido pelo seu trabalho na área da estatística, como um pioneiro da análise fatorial e pelo coeficiente de correlação de postos de Spearman. Ele também fez bons trabalhos de modelos da inteligência humana, incluindo a descoberta de que escores em testes cognitivos incompatíveis exibiam um fator geral único, batizado de fator "g".
Spearman tinha um perfil incomum para um psicólogo. Após 10 anos como um oficial do Exército Britânico, ele se demitiu para fazer um doutorado em psicologia experimental. Na Inglaterra da época, a Psicologia era vista como uma área da Filosofia. Spearman escolheu estudar na Universidade de Leipzig sob a orientação de Wilhelm Wundt, talvez porque não tivesse qualificações convencionais e porque Leipzig tinha exigências de matrícula liberais. Ele começou em 1897 e, após uma interrupção (ele foi convocado pelo Exército Britânico durante a Guerra da África do Sul), obteve o grau de doutor em 1906. A essa altura, já tinha publicado seu artigo notório sobre a análise fatorial da inteligência (1904). Spearman encontrou-se com o psicólogo William McDougall e impressionou-o a ponto de deixar Spearman sucedê-lo na University College London. Spearman ficou lá até a sua aposentadoria, em 1931. Inicialmente foi Reader e chefe de um pequeno laboratório de psicologia. Em 1911, foi promovido à Grote professorship of the Philosophy of Mind and Logic. Seu título mudou para Professor de Psicologia em 1928, quando foi criado um Departamento de Psicologia.
Quando Spearman foi eleito à Royal Society, em 1924, a condecoração dizia "O Dr. Spearman fez várias pesquisas na psicologia experimental. Seus inúmeros artigos publicados abrangem um vasto campo, mas ele distinguiu-se especialmente pelo seu trabalho pioneiro na aplicação de métodos matemáticos para a análise da mente humana, e seus estudos originais de correlação nesta esfera. Ele inspirou e direcionou o trabalho investigativo de muitos alunos."